# Whitney: The Greatest Hits
Whitney: The Greatest Hits släpptes den 18 april år 2000 och är ett dubbelt samlingsalbum av den amerikanska popsångerskan Whitney Houston.

## Låtlista
() = låtskrivare

### CD 1
1. "You Give Good Love" (La La)
2. "Saving All My Love For You" (Gerry Goffin; Michael Masser)
3. "Greatest Love Of All" (Linda Creed; Michael Masser)
4. "All At Once" (Jeffrey Osborne; Michael Masser)
5. "If You Say My Eyes Are Beautiful" (duett med Jermaine Jackson) (Elliot Willensky)
6. "Didn't We Almost Have It All" (Michael Masser; Will Jennings)
7. "Where Do Broken Hearts Go" (Chuck Jackson; Frank Wildhorn)
8. "All The Man That I Need" (Dean Pitchford, Michael Gore)
9. "Run To You" (Allan Rich; Jud J. Friedman)
10. "I Have Nothing" (David Foster; Linda Thompson-Jenner)
11. "I Will Always Love You" (Dolly Parton)
12. "Exhale (Shoop Shoop)" (Babyface)
13. "Why Does It Hurt So Bad" (Babyface)
14. "I Believe In You And Me" (David Wolfert)
15. "Heartbreak Hotel" (med Faith Evans och Kelly Price) (C. Schack, K. Karlin, T. Savage)
16. "My Love Is Your Love" (Wyclef Jean, Jerry Duplessis)
17. "Same Script, Different Cast" (Duett med Deborah Cox) (Montell Jordan; Shae Jones; Shep Crawford; Stacey Daniels)
18. "Could I Have This Kiss Forever" (Duett med Enrique Iglesias) (Diane Warren)

### CD 2
1. "Fine" (Kamaal Fareed; Raphael Saadiq)
2. "If I Told You That" (Duett med George Michael) (R. Jerkins, F. Jerkins III, L. Daniels, T. Estes)
3. "It's Not Right, But It's Okay" [Thunderpuss Mix] (Isaac Phillips; Jerkins, F. III; LaShawn Daniels; Rodney Jerkins; Toni Estes)
4. "My Love Is Your Love" [Jonathan Peters Mix] (Jerry Duplessis;Wyclef Jean)
5. "Heartbreak Hotel" (med Faith Evans och Kelly Price) [Hex Hector Mix] (C. Schack, K. Karlin, T. Savage)
6. "I Learned From The Best" [HQ2 Mix] (Diane Warren)
7. "Step By Step" [Junior Vasquez Mix] (Annie Lennox)
8. "I'm Every Woman" [Clivilles & Cole Mix] (Nickolas Ashford;Valerie Simpson)
9. "Queen Of The Night" [CJ Mackintosh Mix] (Babyface;D. Simmons;L.A. Reid;W. Houson)
10. "I Will Always Love You" [Hex Hector Mix] (Dolly Parton)
11. "Love Will Save The Day" [Jeallybean/David Morales Mix] (Toni C.)
12. "I'm Your Baby Tonight" [Dronez Mix] (Babyface;L.A. Reid)
13. "So Emotional" [David Morales Mix] (Billy Steinberg)
14. "I Wanna Dance with Somebody (Who Loves Me)" [Junior Vasquez Mix](George Merrill;Shannon Rubicam)
15. "How Will I Know" [Junior Vasquez Mix](George Merrill;Narada Michael Walden;Shannon Rubicam)
16. "Greatest Love Of All" [Junior Vasquez Mix] (Linda Creed;Michael Masser)
17. "One Moment In Time" (Albert Hammond; John Bettis)
18. "The Star Spangled Banner" (Framförd live den 27 januari 1991 under finalmatchen i Super Bowl XXV)